# Couilly-Pont-aux-Dames
 Couilly-Pont-aux-Dames  (vor 1930 Couilly) ist eine französische Gemeinde mit 2131 Einwohnern (Stand 1. Januar 2022) im Département Seine-et-Marne in der Region Île-de-France. Sie gehört zum Arrondissement Meaux und zum Kanton Serris. 
Nachbargemeinden von Couilly-Pont-aux-Dames sind Quincy-Voisins im Nordosten, Bouleurs im Osten, Villiers-sur-Morin und Crécy-la-Chapelle im Südosten, Coutevroult  im Süden, Saint-Germain-sur-Morin im Südwesten, Montry im Westen sowie Esbly und Condé-Sainte-Libiaire im Westen.

## Bevölkerungsentwicklung
| Jahr      | 1962 | 1968 | 1975 | 1982 | 1990 | 1999 | 2007 |
| Einwohner | 720  | 850  | 1037 | 1273 | 1635 | 1897 | 2042 |

## Sehenswürdigkeiten
Siehe auch: Liste der Monuments historiques in Couilly-Pont-aux-Dames
- Kirche Saint-Georges (Monument historique seit 1906)
- Maison de Retraite des Artistes Dramatiques (Jugendstil, 1905, keine Besichtigungen außer am Tag des offenen Denkmals); das Altersheim befindet sich am Standort der ehemaligen Abtei Pont-aux-Dames

## Persönlichkeiten
- Hugo I. von Châtillon († 1248), bestattet in der Abtei
- Walter V. von Châtillon (1249–1329), bestattet in der Abtei
- Philippe de la Marche († vor 1322), Sohn Karls IV., begraben in der Abtei
- Blanche de France († 1394), Herzogin von Orléans, Tochter Karls IV., bestattet in der Abtei[1]
- Madame du Barry war 1774/75 in die Abtei verbannt
- Benoît Constant Coquelin (1841–1909), Schauspieler, Gründer des Altersheims
- Paul Préboist (1927–1997), Schauspieler, bestattet in Couilly
- Ariane Borg († 2007), Schauspielerin, starb in Couilly
- Pierre Mirat († 2008), Schauspieler, starb in Couilly
- Marie Bizet († 1998), Schauspielerin, starb in Couilly und wurde hier auch bestattet